# Lo sterminio di massa degli ebrei nella Polonia occupata dai tedeschi
Lo Sterminio di massa degli ebrei nella Polonia occupata dai tedeschi è un opuscolo pubblicato dal governo polacco in esilio nel 1943 per diffondere il testo del Rapporto Raczyński del 10 dicembre 1942. Fu la prima informazione ufficiale di pubblico dominio per l'Occidente sull'Olocausto nella Polonia occupata dai tedeschi.

## Storia
L'opuscolo raccolse i rapporti e i documenti sull'Olocausto in Polonia. L'articolo più importante è il Rapporto Raczyński, inviato il 10 dicembre 1942 ai ministri degli esteri dei 26 governi firmatari della Dichiarazione dalle Nazioni Unite.
Basandosi sui dati raccolti dall'Ufficio per gli affari ebraici dell'Armia Krajowa, Raczyński descrisse le prime esecuzioni degli ebrei polacchi compiute dai tedeschi tramite fucilazioni e poi gasazioni letali. Si sapeva che gli ebrei rastrellati dal ghetto di Varsavia nella Grande Operazione furono deportati a Treblinka, Bełżec e Sobibor, correttamente descritti dallo stato clandestino polacco come "campi di sterminio". Raczyński riportò che un terzo dei tre milioni di ebrei polacchi era già stato ucciso, ma in realtà si trattò di una sottovalutazione.
L'opuscolo fu pubblicato nel 1943; conteneva anche il testo della Dichiarazione congiunta dei membri delle Nazioni Unite del 17 dicembre 1942 e un estratto di una dichiarazione del vice primo ministro Stanisław Mikołajczyk del 27 novembre 1942.
Lo scopo della pubblicazione del rapporto fu di attirare l'attenzione sulla soluzione finale e di dissuadere i tedeschi dal perseguirla ulteriormente.

## Ricezione
Sebbene il documento contenesse informazioni dettagliate sulla persecuzione e uccisione degli ebrei in Polonia, il suo effetto fu limitato perché al di fuori dell'Europa occupata molti trovarono difficile credere che i tedeschi stessero sterminando sistematicamente gli ebrei.
Dopo un incontro del 1943 con Jan Karski, che aveva già compiuto molteplici viaggi sotto copertura nella Polonia occupata ed era fuggito per avvertire gli alleati, il giudice ebreo della Corte Suprema degli Stati Uniti Felix Frankfurter riferì di non poter immaginare che Karski stesse mentendo, ma allo stesso tempo di non potergli credere. Nonostante ciò, l'opuscolo diffuse la consapevolezza dell'uccisione degli ebrei e allarmò i politici di tutto il mondo.
I commentatori moderni hanno sollevato alcune questioni riguardo ai motivi per cui il rapporto non era stato pubblicato prima, dato che il governo polacco in esilio veniva tenuto al corrente degli eventi in patria principalmente dallo Stato clandestino e dal Bund del lavoro ebraico in Polonia. Emanuel Ringelblum, cronista del ghetto di Varsavia, accusò lo Stato clandestino polacco di rifiutarsi di trasmettere le informazioni sull'assassinio degli ebrei e di farlo solo dopo le loro ripetute esortazioni. Ma la sua contestazione principale era rivolta al governo in esilio, che era rimasto in silenzio sullo sterminio degli ebrei di Varsavia dal luglio al settembre 1942 nonostante le innumerevoli prove.
Secondo Ignacy Schwarzbart, uno dei due membri ebrei del governo in esilio, i polacchi temevano che portare l'attenzione sulla sofferenza patita dagli ebrei avrebbe distratto gli Alleati dalla sofferenza dei polacchi. Alcuni storici lo hanno accettato, altri sostengono che si è trattato più di shock e incredulità, altri hanno preso una posizione di mezzo.
Nel 2013 una copia del libro è stata venduta all'asta di Parigi per 21.000 euro.